# Lucien Lévy-Bruhl
Lucien Lévy-Bruhl (Parigi, 10 aprile 1857 – Parigi, 13 marzo 1939) è stato un filosofo, sociologo, antropologo ed etnologo francese.
Insegnante di filosofia al Lycée Louis-le-Grand, è stato seguito da Gustave Belot nella stessa posizione.
Prof. alla Sorbona (dal 1899), membro dell'Institut (Académie des sciences morales) dal 1917, direttore della Revue philosophique.
I suoi studi antropologici sulla mentalità religiosa dei popoli arcaici o cosiddetti primitivi hanno esercitato un forte influsso sulla cultura occidentale contemporanea.
In relativo accordo col pensiero del sociologo francese Émile Durkheim (1859-1917), egli considera la morale come scienza dei costumi, basata su regole di comportamento che, in un determinato contesto sociale, appaiono obiettive e necessarie come le leggi della natura. Lévy-Bruhl si convince che il pensiero "primitivo" sia basato sulla religione e che in relazione a ciò tutta la realtà viene pensata come l'insieme degli effetti di una causa divina come causa prima, ignorando totalmente le cause reali o "seconde" di origine fisica, chimica e biologica.
Questa base mistica della mentalità arcaica porta a una partecipazione agli esseri circostanti e a tutta la natura, ma sarebbe impermeabile all'esperienza, perché attribuirebbe lo svolgersi degli eventi a forze soprannaturali: ecco perché il primitivo mancherebbe di logica (quale la intende l'uomo "civile"); ignora i principi di identità, di contraddizione e di causalità; non ha un'idea precisa dell'individualità perché si sente parte del gruppo in cui vive; non è in grado di fare una netta distinzione fra il possibile e l'impossibile perché attribuisce tutto a una causa magica generale. Questi principi fanno parte della teoria antropologia dell'evoluzionismo sociale (seppur Lévy-Bruhl non accolga il principio dell'unità psichica) ormai totalmente screditata perché, come è intuibile, è regno di coltura di ideologie razziste erronee di civiltà e razza tra gli individui. 

## La teoria del Prelogismo
Per cercare di spiegare i meccanismi alla base del "pensiero primitivo" Lévy-Bruhl ha elaborato la teoria del "prelogismo". 
A partire da Aristotele, il “pensiero occidentale” fa riferimento sul principio di identità (A è A) e al principio di non contraddizione (A non è non-A). Queste due categorie, sostiene Lévy-Bruhl ne Le funzioni mentali nelle società inferiori, non possono invece applicarsi al “pensiero primitivo”, le cui caratteristiche principali sono di essere pre-logico e mistico e di svolgere una funzione meno cognitiva che affettiva. 
La logica occidentale distingue chiaramente la parte dal tutto. Diversamente, per il primitivo la parte può valere il tutto, si può essere se stessi e contemporaneamente qualcos’altro, come un totem, un animale o anche una traccia lasciata da questo animale. 
L'esperienza mistica in generale è "un sentimento continuo senza chiara consapevolezza della presenza di esseri come quelli di cui parlano miti e leggende" (Le funzioni mentali nelle società inferiori).
A differenza dell'uomo occidentale, le cui rappresentazioni collettive sono dominate dal principio dell'identità personale, rigorosamente distinta dalle altre individualità e dal mondo fisico, le rappresentazioni collettive dei primitivi hanno alla base quella che l’autore definisce "legge di partecipazione". 
La mente dei primitivi è caratterizzata da un'estrema intensità emozionale che porta con sé una costante partecipazione mistica con l'universo. Se l’occidentale interpreta il mondo e lo rappresenta, il primitivo lo “sente” e ne è posseduto.

## Opere
Fra le opere principali di Lévy-Bruhl si annoverano:
- Le funzioni mentali delle società inferiori (1910),
- La mentalità primitiva (1922), trad. it. Einaudi, Torino 1948 e 1966.
- Il soprannaturale e la natura nella mentalità primitiva (1931),
- L'esperienza mistica ed i simboli presso i primitivi (1938).